# ليو دوبويس
ليو دوبويس (بالفرنسية: Léo Dubois)‏ (14 سبتمبر 1994 في فرنسا - ) هو لاعب كرة قدم فرنسي في مركز الدفاع. لعب مع نادي نانت.

## وصلات خارجية
- ليو دوبويس على موقع الاتحاد الدولي (مؤرشف)  (الإنجليزية)
- ليو دوبويس على موقع الاتحاد الأوربي (الإنجليزية)
- ليو دوبويس على موقع اتحاد تركيا (لاعب) (الإنجليزية)
- ليو دوبويس على موقع إي إس بي إن إف سي (الإنجليزية)
- ليو دوبويس على موقع قاعدة بيانات كرة القدم.إي يو (الإنجليزية)
- ليو دوبويس على موقع ليكيب (الفرنسية)
- ليو دوبويس على موقع ناشيونال فوتبول تيمز (الإنجليزية)
- ليو دوبويس على موقع Soccerbase.com (لاعب) (الإنجليزية)
- ليو دوبويس على موقع Soccerway.com (الإنجليزية)
- ليو دوبويس على موقع عالم كرة القدم.نت (الإنجليزية)